# Vincent Patar
Pour les articles homonymes, voir Patar.
Vincent Patar, né le 2 septembre 1965 aux Bulles (province de Luxembourg), est un auteur et réalisateur belge de films d'animation, connu pour Panique au village et Ernest et Célestine.

## Biographie
Vincent Patar naît le 2 septembre 1965 aux Bulles (Chiny) en Gaume,,,.

### Jeunesse
Jeune, il est passionné par la bande dessinée, il dévore les vieux hebdomadaires, s’éprend d’un abécédaire dessiné par Charles Degotte dans la collection du Carrousel. Il apprend à lire avec Petzi du couple Vilhelm et Carla Hansen. Il est marqué par les aventures de Gil Jourdan, Johan et Pirlouit, Lucky Luke, La Patrouille des Castors, Les Schtroumpfs et Spirou et Fantasio.

### «Aubier et Patar»
Vincent Patar et Stéphane Aubier sont inscrits ensemble à l'École supérieure des arts Saint-Luc de Liège au début des années 1980, en compagnie de Jean-Philippe Stassen, mais pas dans la même classe, ils ne font connaissance qu’à l’occasion d’un concours de dessins. Ils sympathisent, songent à l’animation. Stéphane Aubier échoue dans sa première année : il est recalé en dessin alors qu’il est considéré comme le meilleur de la classe sauf par le professeur qui n’aime pas son style. C’est qu’Aubier, et Patar aussi, n’ont pas le profil esthétique, expérimental, pointu de la "maison". Ils se refusent à entrer dans le moule. Par solidarité, Vincent Patar refuse de se présenter à ses examens de passage. À la rentrée, ils font la connaissance de Rémy Belvaux, qui restera seulement un an mais va brutalement secouer l’établissement, notamment en inscrivant son court métrage au festival de Bruxelles. En 1986, ils entrent tous deux à l'École supérieure des arts visuels de la Cambre de Bruxelles, et emménagent ensemble rue Tenbosch à Ixelles. Ils obtiennent leur diplôme en 1991.
Leurs carrières sont étroitement liées depuis leurs débuts et ils partagent un univers commun, développé au fur et à mesure de leur collaboration,.
En 1988, ils cosignent un premier court métrage : le Picpic André Shoow, mettant en scène les personnages Picpic, le Cochon Magik (créé par Stéphane Aubier), André, le Mauvais Cheval et Côboy (créés par Vincent Patar) mais aussi "leurs amis" (Babyroussa -V.P., L'Ours et le Chasseur - S.A., Tony Manège - S.A., etc.) ; trois épisodes suivent ce premier essai : The First, Le Deuxième et Quatre moins un.
L'épisode pilote de 1988, le Picpic André Shoow (qui peut être considéré comme le numéro 0 de la série), n'était qu'une compilation de courts-métrages réalisés individuellement par chacun des deux jeunes étudiants de La Cambre) ; à partir du deuxième épisode (The First, donc), Vincent Patar et Stéphane Aubier entament une période où il devient de plus en plus difficile de déterminer la part propre de chacun des auteurs et réalisateurs dans le travail publié en commun.
En 2001, ils s'attellent une nouvelle fois à la tâche en reprenant un de leurs premiers courts métrages, Panique au village (A Town Called Panic aux États-Unis), série de 20 épisodes mettant en scène un cow-boy, un indien et un cheval en colocation dans un village animé et dont les habitants sont tous aussi spécifiques qu'ont pu l'être les protagonistes de leur précédente série (avec, entre autres, les voix de Benoît Poelvoorde, Bouli Lanners, Didier Odieu, Frédéric Jannin). La série est produite par La Parti production en Belgique.
En 2009, Vincent Patar et Stéphane Aubier adaptent au cinéma Panique au village, dans un long métrage parfois qualifié "d'animation punk", produit par La Parti production et coécrit avec leurs compères Vincent Tavier et Guillaume Malandrin. Le film est sélectionné en "Officiel" (séance de minuit) au Festival de Cannes 2009.
À l'occasion de la sortie du film, une série de bande dessinée reprenant les aventures de Coboy et Indien voit le jour dont la prépublication est faite dans Spirou sous forme de courts récits dont le recueil en album est publié aux éditions Dupuis, ainsi qu'un livre pour enfants, dont l'histoire est adaptée par Stéphane Malandrin, publié chez Hélium.
Il réalise ensuite avec Stéphane Aubier, le long métrage d'animation, Ernest et Célestine, dessin animé sorti en 2012, qui reçoit en 2013, le César du meilleur film d'animation.
En 2020, ils publient aux éditions Casterman un recueil au format à l'italienne intitulé : Pic Pic André et leurs amis qui compile plus d’une centaine de gags mettant en scène leurs personnages fétiches : le cochon Pic Pic.

### Au cinéma
Le personnage interprété par Benoît Poelvoorde dans C'est arrivé près de chez vous porte le même patronyme que Vincent Patar. Vincent Patar interprète le rôle d'un guichetier têtu dans le film de Benoît Delépine et Gustave Kervern, Aaltra.

### Les personnages
Leur univers est plein de créatures étranges parmi lesquelles : Picpic, un cochon qui peut se transformer en cochon magik  [sic] grâce à une danse ; André le cheval et Côboy le Cow-boy, qui passent leur temps à s'entretuer ; Babyroussa, un babiroussa typique ; Les Baltus ; Indien, Coboy et Cheval (à ne pas confondre avec André et Côboy) ; Steven et Janine les fermiers, leur fille Bénédicte, Poule, Cochon, Vache, Facteur…

## Œuvres

### Filmographie et récompenses

#### Au cinéma
- 2009 : Panique au village
- 2012 : Ernest et Céléstine, coréalisé avec Benjamin Renner, César du meilleur film d'animation en 2013[2]

#### Séries télévisées
- 2001 : Panique au village (20 épisodes - Objets animés).

#### Films d'animation
- 1988 : Pic Pic André Shoow[9], 13 minutes (avec Stéphane Aubier)
- 1991 : Tout l'Amour, 2 min 30 s
- 1991 : Babyroussa, the Babiroussa, 5 minutes
- 1993 : Le Voleur de Cirque[14], 13 minutes (avec Stéphane Aubier et Benoît Marcandella)
- 1995 : Pic Pic André Shoow - The first[15], 7 min 30 s (avec Stéphane Aubier)
- 1997 : Pic Pic André Shoow - le deuxième[16], 11 min 30 s (avec Stéphane Aubier)
- 1999 : UFO's boven Geel[17], 12 minutes (co-réalisé avec Stéphane Aubier et Vincent Tavier)
- 1999 : Pic Pic André Shoow - Quatre moins un[18], 12 minutes (avec Stéphane Aubier)
- 2013 : La Bûche de Noël[19]
- 2020 :  Chien Pourri à Paris[20]
- 2020 : Le Noël de Chien Pourri[21]
- 2021 : Les Grandes Vacances[22]

### Publications

#### Albums de bande dessinée

##### Panique au village
- 1. Le Vol du tracteur[11], Dupuis, Marcinelle, 18 septembre 2009
Scénario et dessin : Vincent Tavier, Stéphane Aubier, Vincent Patar - Couleurs : quadrichromie -  (ISBN 2-8001-4334-7)

##### Pic Pic et André
- Pic Pic André et leurs amis[13],[23], Casterman, Bruxelles, 19 février 2020
Scénario et dessin : Stéphane Aubier, Vincent Patar - Couleurs : quadrichromie -  (ISBN 978-2-203-19711-4),Format à l'italienne.

##### Collectifs
- Piperón el tostado[24], Brain Produk, 1999
Scénario : collectif - Dessin : collectif dont Picpic et André,Sous titré Un album en hommage au catch et aux albums Panini. Format 21 × 21,5 cm, 32 p.. Co-produit par 9e monde et les éditions Pyramides. L'ouvrage ne contient pas les vignettes à coller qui s'achètent en librairie ou s'échangent entre amateurs. Elles sont réalisées par Joe Cafard, Eco, Fifi, Jampur Fraize, Jean Bourguignon et Croc’, Kaze, David Vandermeulen, Picpic et André, Stéphane Noël et José Parrondo[25],[26].

#### Livres Jeunesses
- Panique au village : les 9 catastrophes de cheval ![12], adaptation du film par Stéphane Malandrin - illustrations de Stéphane Aubier et Vincent Patar, Hélium, Paris, (2009)  (ISBN 9782358510202).

### Expositions collectives
- Jazz et Bande dessinée[27], 150 dessins, ESA Saint-Luc Liège du 4 avril au 27 avril 2024.